# 六ヶ所低レベル放射性廃棄物埋設センター
六ケ所低レベル放射性廃棄物埋設センター（ろっかしょていレベルほうしゃせいはいきぶつまいせつセンター）は、日本原燃が運営する低レベル放射性廃棄物の埋設処分（浅地中処分）施設である。青森県上北郡六ヶ所村大字尾駮字野附に所在する。

## 概要
ウラン濃縮工場と共に約360万平方メートルの敷地内に敷設されている、原子力発電所で発生した低レベル放射性廃棄物の埋設処分の為の施設である。
1990年に事業許可がおり着工、1992年に1号埋設施設、2000年に2号埋設施設が操業を開始した。2006年に3号施設の本格調査を終了した。各施設は容量4万立方メートルで、200リットルドラム缶換算で20万本を収納する予定である。最終的には60万立方メートルの埋設が計画されている。第一号・第二号施設は「浅地中ピット処分」の為の施設で、次期計画では低レベル放射性廃棄物の中でも「放射能レベルの比較的高い廃棄物」の「余裕深度処分」で調査・試験が進行中である。
浅地中ピット処分（一号・二号施設）は鉄筋コンクリート製で地表から10数メートル掘り下げた約3万平方メートルの敷地に建設され、搬入終了後に覆土処理が行われる。搬入中は周りより10数メートル低い場所の施設であるが、地中施設ではなく露出している。覆土処分により埋設施設は地中6～12メートルに位置することになる。
搬入されるのは原子力発電所で発生した低レベル放射性廃棄物で、原子力発電所内で濃縮されドラム缶に封入・固化された廃棄物である。発電所で放射線・強度等の各種の出荷検査を経て専用輸送容器へ収納され、トラックおよび専用の船で搬送される。施設での受入時点でも放射線の測定が行われ、廃棄物管理建屋にて最終検査が行われ、埋設施設に搬入される。廃棄物が搬入された各区画（部屋）にはセメント系充填剤が注入される。その後、埋設設備が満杯になった段階で施設の周囲を水を通しにくい粘土の一種のベントナイトで厚さ2メートルまで覆い、さらに土砂で埋め立てられる（土砂の厚さは1号設備で4メートル以上、2号設備で9メートル以上が計画されている。施設には点検路が及び排水路が設けられ埋設後の管理が行われる。）。
余裕深度処分(調査中の三号施設)は制御棒、炉内構造物、放射化金属および燃料加工や再処理施設におけるプロセス廃棄物等の低レベル放射性廃棄物の中でも、放射能レベルの高いものを地下50~100mの人工構造物の中へ搬入し、処分するものである。処分・管理方法など調査中であるが、数百年の管理期間ｔ想定されている。
低レベル放射性廃棄物の区分と処分方法については「放射性廃棄物#第二種廃棄物埋設：低レベル放射性廃棄物の処分方法」を参照。

## 埋設実績
1992年より1号施設、2000年より2号施設への搬入が開始され、2014年2月時点で、1号147,507本、2号112,672本が埋設施設へ搬入された。

## 埋設後の管理
埋設後、廃棄物が安全上問題無いレベルになると想定される約300年間を段階的に管理するとしている。覆土後の最初の20～35年が第一段階で「埋設設備により完全遮蔽隔離される」という想定である。続く30年が第二段階で「完全遮蔽は出来ないが埋設設備と覆土により漏洩が抑制される」という想定である。続く270年は「主に覆土により漏出抑制」という想定である。
| 管理項目     | 第一段階 (20～35年)                      | 第二段階 (続く30年)                      | 第三段階 (続く270年)                 | 備考                                                  |
| ------------ | ---------------------------------------- | ---------------------------------------- | ------------------------------------ | ----------------------------------------------------- |
| 埋設設備     | 修復                                     | 管理対象外                               | 管理対象外                           | 埋設施設に関しては第一段階末までもてば良い。          |
| 保全区域     | 区域設定と巡視、覆土の修復、環境監視     | 区域設定と巡視、覆土の修復、環境監視     | 区域設定と巡視、覆土の修復、環境監視 | 保全区域に関しては管理期間中監視は継続する。          |
| 周辺監視区域 | 区域設定、地下水監視、監視設備による排水 | 区域設定、地下水監視、監視設備による排水 | 掘削等の制約                         | 周辺地域の監視は50~65年で、その後は他者の介入の抑制。 |
| 放射能漏洩   | 無いことの監視                           | 漏洩状況の監視                           | 管理対象外                           | 50~65年以降は監視の必要無し(？)。                     |